# Pyramica conspersa
Pyramica conspersa är en myrart som först beskrevs av Carlo Emery 1906.  Pyramica conspersa ingår i släktet Pyramica och familjen myror. Inga underarter finns listade i Catalogue of Life.